# Ana Drev
Ana Drev (Slovenj Gradec, 6 agosto 1985) è un'ex sciatrice alpina slovena.

## Biografia

### Stagioni 2001-2005
Originaria di Velenje, Ana Drev ha debuttato il 2 dicembre 2000 a San Vigilio di Marebbe, in Italia, disputando uno slalom gigante valido come gara FIS senza concludere la prima manche. Il 24 febbraio 2001 a Rogla ha esordito in Coppa Europa (non qualificata alla seconda manche di uno slalom speciale) e il 27 ottobre 2001 in Coppa del Mondo, in slalom gigante sul ghiacciaio di Sölden in Austria, ancora senza qualificarsi.
Alla sua prima presenza iridata, Sankt Moritz 2003, non ha concluso né lo slalom gigante né lo slalom speciale; il 23 dicembre 2004 ha ottenuto i suoi primi punti in Coppa del Mondo grazie al 25º posto nello slalom gigante di Sölden. Nella stessa stagione in Coppa Europa ha conquistato a Courchevel in Francia il primo podio (3ª il 17 gennaio) e la prima vittoria (il 18 gennaio). In seguito ha partecipato ai Mondiali di Bormio/Santa Caterina Valfurva, classificandosi 24ª nello slalom gigante.

### Stagioni 2006-2018
Ai XX Giochi olimpici invernali di Torino 2006, sua prima presenza olimpica, si è classificata 45ª nel supergigante e 9ª nello slalom gigante. Ha gareggiato in slalom gigante anche ai Mondiali di Åre 2007, senza concludere la seconda manche, e a quelli di Val-d'Isère 2009, piazzandosi 14ª. Ai XXI Giochi olimpici invernali di Vancouver 2010 ha ottenuto il 19º posto nello slalom gigante e non ha concluso lo slalom speciale. Ancora in slalom gigante ai Mondiali di Schladming 2013 è stata 10ª, mentre due anni dopo, nella rassegna iridata di Vail/Beaver Creek 2015, si è piazzata 24ª.
Nel gennaio 2016 ha conquistato in slalom gigante i suoi due podi in Coppa del Mondo, due secondi posti: il 17 a Flachau e il 30 a Maribor; ai successivi Mondiali di Sankt Moritz 2017, sua ultima presenza iridata, si è classificata 7ª nello slalom gigante e ai XXIII Giochi olimpici invernali di Pyeongchang 2018, suo congedo olimpico, non ha completato lo slalom gigante. La sua ultima gara in carriera è stata lo slalom gigante di Coppa del Mondo disputato a Semmering il 28 dicembre 2018 (24ª); infortunatasi nel gennaio seguente, non è più tornata alle competizioni e ha annunciato il definitivo ritiro nel febbraio del 2020.

## Palmarès

### Coppa del Mondo
- Miglior piazzamento in classifica generale: 35ª nel 2016
- 2 podi:
  - 2 secondi posti

### Coppa Europa
- Miglior piazzamento in classifica generale: 6ª nel 2012
- 8 podi:
  - 5 vittorie
  - 1 secondo posto
  - 2 terzi posti

#### Coppa Europa - vittorie
| Data             | Località      | Paese    | Specialità |
| ---------------- | ------------- | -------- | ---------- |
| 18 gennaio 2005  | Courchevel    | Francia  | GS         |
| 20 gennaio 2006  | Turnau        | Austria  | GS         |
| 12 marzo 2010    | Kranjska Gora | Slovenia | GS         |
| 18 dicembre 2011 | Valtournenche | Italia   | GS         |
| 30 gennaio 2012  | Courchevel    | Francia  | GS         |

Legenda:

GS = slalom gigante

### Nor-Am Cup
- Miglior piazzamento in classifica generale: 39ª nel 2007
- 7 podi:
  - 1 vittoria
  - 6 secondi posti

#### Nor-Am Cup - vittorie
| Data            | Località | Paese       | Specialità |
| --------------- | -------- | ----------- | ---------- |
| 3 dicembre 2014 | Aspen    | Stati Uniti | GS         |

Legenda:

GS = slalom gigante

### Far East Cup
- Miglior piazzamento in classifica generale: 15ª nel 2014
- 2 podi:
  - 2 vittorie

#### Far East Cup - vittorie
| Data         | Località    | Paese    | Specialità |
| ------------ | ----------- | -------- | ---------- |
| 5 marzo 2014 | Nozawaonsen | Giappone | GS         |
| 9 marzo 2014 | Shigakōgen  | Giappone | GS         |

Legenda:

GS = slalom gigante

### Campionati sloveni
- 17 medaglie[2]:
  - 9 ori (supergigante, slalom speciale, combinata[3] nel 2004; slalom speciale nel 2005; slalom speciale nel 2010; slalom gigante nel 2014; slalom gigante nel 2015; slalom gigante nel 2016; slalom gigante nel 2017)
  - 6 argenti (slalom gigante nel 2002; slalom gigante nel 2004; slalom gigante, slalom speciale nel 2006; slalom gigante nel 2009; slalom gigante nel 2010)
  - 2 bronzi (slalom gigante nel 2005; slalom speciale nel 2012)